# Mesethmühle (Horbach)
Mesethmühle war ein Gemeindeteil der Gemeinde Horbach im oberfränkischen Stadtsteinach. Mesethmühle lag in der Horbach.

## Geschichte
Mit dem Gemeindeedikt wurde der Hof der Mesethmühle dem 1812 gebildeten Steuerdistrikt Eppenreuth und der im selben Jahr gebildeten Gemeinde Horbach zugewiesen. Im Zuge der Gebietsreform in Bayern wurde Mesethmühle am 1. Januar 1972 nach Grafengehaig eingegliedert und mit der Mesethmühle der gleichzeitig eingegliederten Gemeinde Walberngrün zum Gemeindeteil Mesethmühle vereinigt.

### Einwohnerentwicklung
| Jahr      | 001818 | 001861 | 001871 | 001885 | 001900 | 001925 | 001950 | 001961 | 001970 |
| Einwohner |        | 14     | 10     | 10     | 13     | 9      | 4      | 2      | 1      |
| Häuser    | 1      |        |        | 1      | 1      | 1      | 1      | 1      |        |
| Quelle    | [ 2 ]  | [ 5 ]  | [ 6 ]  | [ 7 ]  | [ 8 ]  | [ 9 ]  | [ 10 ] | [ 11 ] | [ 12 ] |

## Religion
Mesethmühle ist evangelisch-lutherisch geprägt und gehört bis heute zur Pfarrei Zum Heiligen Geist (Grafengehaig).